# Village Park (Hawaii)
Village Park è un census-designated place (CPD) degli Stati Uniti d'America, nello stato delle Hawaii, nella contea di Honolulu. 